# Let VT-425 Sohaj 3
De Let VT-425 Sohaj 3 (ook wel bekend als VT 425) is een Tsjechoslowaaks hoogdekker zweefvliegtuig gebouwd door Let in de jaren ‘50.

## Specificaties
- Bemanning: 1
- Lengte: 7,15 m
- Spanwijdte: 15,60 m
- Vleugeloppervlak: 13,60 m2
- Leeggewicht: 225 kg
- Maximum startgewicht: 355 kg
- Maximumsnelheid: 200 km/h
- Kruissnelheid: 68 km/h